# Bye Bye Bye!
「Bye Bye Bye!」（バイ バイ バイ）は、℃-uteのメジャー8枚目（通算12枚目）のシングル。2009年4月15日にzetimaから発売された。

## 概要
- 初回生産限定盤はCD+DVDで、通常盤はCDのみである。また、初回生産限定盤、通常盤（初回仕様）ともイベント抽選シリアルナンバーカードが封入されている[2]。
- センターは萩原舞。メインボーカルは矢島舞美、鈴木愛理、萩原舞。
- 有原栞菜が活動休止中だった為、6人での初のシングルである。

## 収録曲
全作詞・作曲：つんく
1. Bye Bye Bye!
編曲：平田祥一郎
2. Go Go Go!
編曲：高橋諭一
3. Bye Bye Bye! (Instrumental)

初回生産限定盤付属DVD
1. Bye Bye Bye! (Dance Shot Ver.)

## 参加ミュージシャン
Bye Bye Bye!
- プログラミング：平田祥一郎

Go Go Go!
- プログラミング&ギター：高橋諭一
- コーラス：高橋諭一・竹内浩明